# 샌디 맥데이드
샌디 맥데이드(Sandy McDade, 1964년 ~ )는 영국의 배우, 연극 배우이다.
갈라쉴드에서 태어났다.

## 영화
- 제인 에어 (2011년) - 미스 스캐처드 역
- 라크 라이즈 투 캔들포드 시즌1 (2008년)
- 시크릿 스마일 (2005년)
- 미세스 헨더슨 프리젠츠 (2005년)
- 레스터레이션 (1995년)